# Cadeia leve das imunoglobulinas

Diagrama esquemático dum anticorpo típico que mostra duas cadeias pesadas de Ig (azuis) unidas por ligações dissulfeto de duas cadeias leves de Ig (verdes). Mostram-se os domínios constante (C) e variável (V).

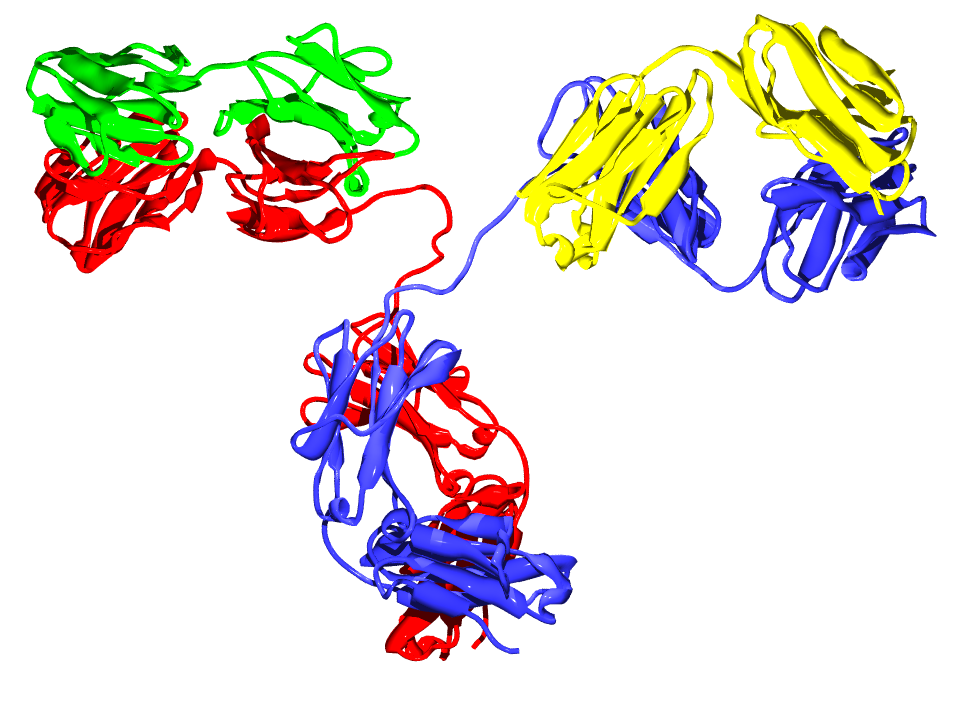
Uma molécula de anticorpo. As duas cadeias pesadas estão em vermelho e azul e as duas leves em verde e amarelo. Ver também:[https://web.archive.org/web/20070419154840/http://www.emc.maricopa.edu/faculty/farabee/BIOBK/ANTIBODY.gif

A cadeia leve das imunoglobulinas é a subunidade polipeptídica pequena dum anticorpo (imunoglobulina), que se encontra nos braços da molécula com a forma de Y dos anticorpos.
O típico anticorpo é composto por duas cadeias pesadas de Ig e duas cadeias leves.

## Em humanos
Existem dois tipos de cadeias leves em humanos: 
- Cadeia kappa (κ), codificada no locus kappa da imunoglobulina (IGK@) situado no cromossoma 2.
- Cadeia lambda (λ), codificada pelo locus lambda da imunoglobulina (IGL@) situado no cromossoma 22.

Os anticorpos são produzidos nos linfócitos B, cada um dos quais expressa só uma classe de cadeia leve nos seus anticorpos. Uma vez estabelecido o tipo de cadeia leve, esta mantém-se fixa durante toda a vida do linfócito B. Num individuo são, a proporção kappa a lambda total é de aproximadamente 2:1 no soro (medindo anticorpos intactos completos) ou 1:1,5 se medidas as cadeias leves livres, e uma proporção muito divergente é indicativa do neoplasma.
A proporção normal exacta kappa a lambda, segundo um novo ensaio de cadeias leves livres policlonais, vai de 0,26 a 1,65. Tanto as cadeias kappa como as lambda podem aumentar proporcionalmente, mantendo uma proporção normal. Isto é normalmente indicativo de alguma outra coisa diferente duma discrasia de células sanguíneas, como uma doença renal.

## Noutros animais
Os genes das cadeias leves das imunoglobulinas em tetrápodes podem classificar-se em três grupos: kappa (κ), lambda (λ) e sigma (σ). A divergência dos isótipos κ, λ e σ, precedeu a radiação dos tetrápodes. O isótipo σ perdeu-se após a evolução da linhagem dos anfíbios e antes da divergência da linhagem reptiliana.
Outros tipos de cadeias leves podem encontrar-se em vertebrados inferiores, como a cadeia leve de Ig iota de condríctios e teleósteos.
Os camélidos são únicos entre os mamíferos, uma vez que também apresentam anticorpos completamente funcionais com duas cadeias pesadas, no entanto falta-lhes as cadeias leves.
Os tubarões também possuem, como parte do seu sistema imunitário adaptativo, uma molécula semelhante a um anticorpo homodímero de cadeia pesada homodímera denominada IgNAR (receptor do antígeno novo da imunoglobulina). Acredita-se que os IgNAR nunca estiveram associados a uma cadeia leve, ao contrario do que se pensa ter ocorrido nos camélidos, nos quais se acredita que os seus anticorpos com apenas a cadea pesada perderam a cadia leve durante a evolução.